# Motte Irresheim
Die Motte Irresheim steht in Irresheim, einem Ortsteil der Gemeinde Nörvenich im Kreis Düren in Nordrhein-Westfalen.
Der Hügel hat einen Durchmesser von 10 m und ist 1 m hoch. Auf der Motte (Turmhügelburg) sind noch alte Mauerreste zu sehen. Sie sind in das Fachwerkhaus von 1789 eingebaut. 
Die Rückfront des Hauses wird im Südwesten von einer ca. 1 m starken Mauer aus behauenen Steinquadern, teilweise Sandstein, gebildet. Stellenweise ist die Mauer noch 2,50 m hoch. Weitere Mauerreste sind auch noch im Boden östlich von dem ehemaligen Backhaus feststellbar. Der umgebende Graben hat im Südwesten eine lichte Weite von 19 m und eine Böschungshöhe von 2,60 m gegen den Hang.
Die Motte wurde am 9. Juli 1985 in die Liste der Bodendenkmäler in Nörvenich unter Nr. 1 eingetragen.

## Quelle
- Kartei der ortsfesten Bodendenkmäler in der Gemeinde Nörvenich